# Anales de Boyle
Los anales de Boyle son un compendio de crónicas medievales de Irlanda. Las entradas cubren hasta el año 1253 y se considera una de las piezas que formaron la Crónica de Irlanda, aunque en forma de resumen en comparación con otras.
Los anales estuvieron en manos de la familia Croftons, luego pertenecieron a Oliver St. John, primer vizconde de Limerick, y antes de 1630 por último, pasó a pertenecer a la biblioteca de Sir Robert Cotton. La obra pasó definitivamente al Museo Británico en 1753 junto con otros manuscritos irlandeses de gran interés.
Los anales están escritos en irlandés con algunas entradas en latín y no solo son útiles para los historiadores, también para los lingüistas que estudian la evolución de la lengua irlandesa.